# Răspunsul cazacilor zaporojeni

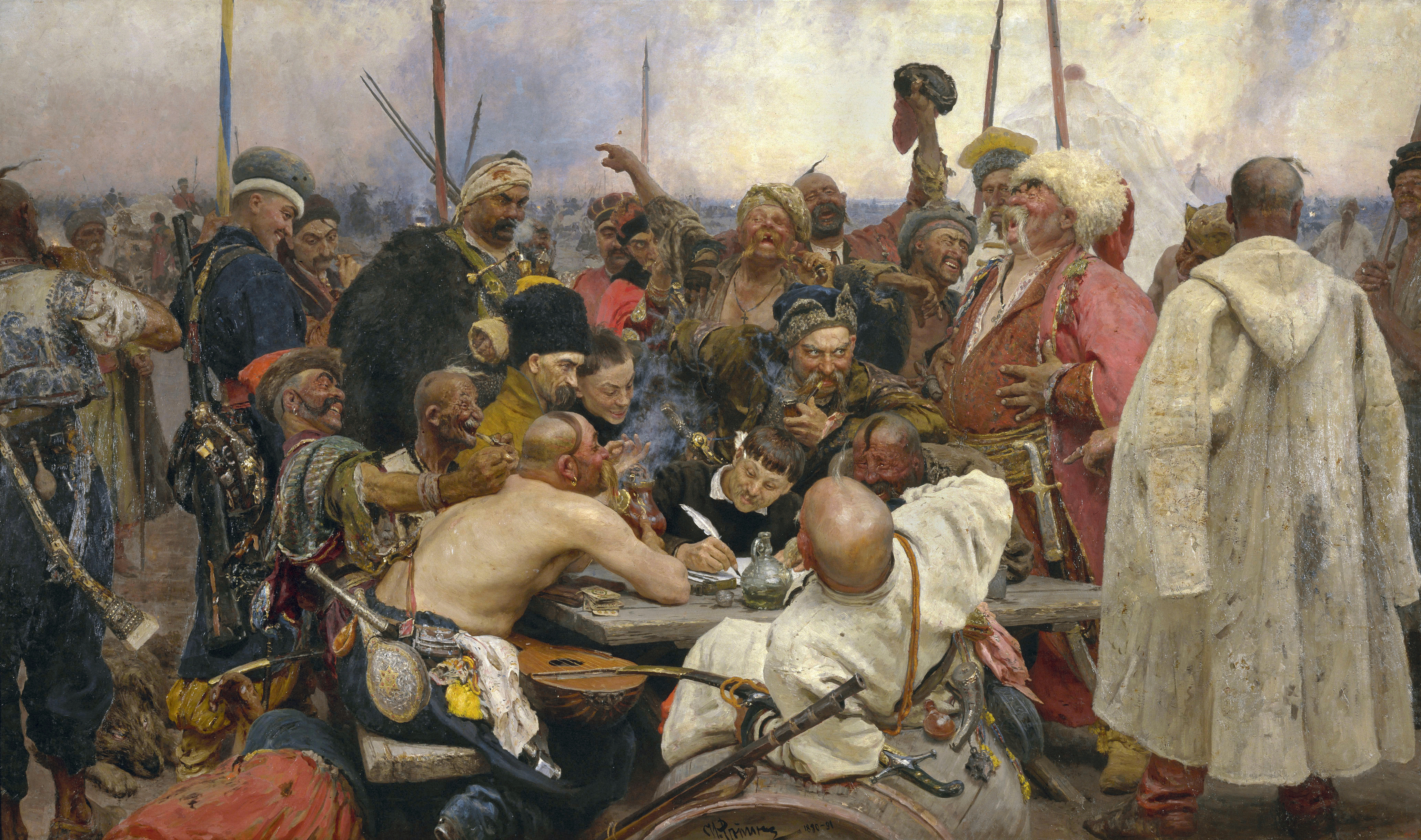
Zaporojenii scriind o scrisoare sultanului turc
(Ilia Repin, 1880-1891, Muzeul Rus, St. Petersburg)

Răspunsul cazacilor zaporojeni către sultanul Mehmed al IV-lea al Imperiului Otoman (în ucraineană : Запорожці пишуть листа турецькому султану - Zaporojți pișuti lista turețikomu sultanu, în traducere Cazacii zaporojeni scriind o scrisoare sultanului turc) este un tablou celebru al pictorului rus Ilia Repin. Tabloul, de 3,58 pe 2,03 metri, a fost început în 1880 și terminat abia în 1891. Repin a notat anii în care a lucrat la pânză în partea de jos a acesteia. Țarul Alexandru al III-lea a cumpărat tabloul cu 35.000 de ruble, această sumă reprezentând la vremea aceea cel mai scump preț plătit până atunci pentru o pictură rusească. De atunci și până astăzi, tabloul este expus la Muzeul Rus din Sankt Petersburg.

## Context
Răspunsul cazacilor zaporojeni este un tablou ce prezintă o scenă istorică din 1676, mai exact, din timpul războiului ruso-turc. Scena înfățișează un grup de cazaci zaporojeni care, potrivit legendei, i-au scris sultanului turc Mehmed al IV-lea o scrisoare. Cazacii zaporojeni trăiau în aval și pe malurile fluviului Nipru. Ei i-au învins pe turci în bătălie. Cu toate acestea, sultanul Imperiului otoman a cerut cazacilor să se supună stăpânirii otomane. Cazacii, conduși de Ivan Sirko, au răspuns într-o manieră grosolană: ei au scris o scrisoare plină de insulte și batjocură. Pictura înfățișează strădania cazacilor de-a fi cât mai vulgari. Pe vremea lui Repin, cazacii se bucurau de o largă simpatie populară. Însuși Repin îi admira, declarând: Tot ce a scris Nikolai Gogol despre ei este adevarat! Sunt niște oameni sfinți! Nimeni altcineva în lume nu are atât de înrădăcinate valorile libertății, egalității și ale fraternității.
Textul scrisorii sultanului turc către cazaci:
„Eu, sultan și cârmuitor al Porții Otomane, fiu al lui Ibrahim I, frate al Soarelui și al Lunii, nepot și vicar al Dumnezeului pe pământ, conducător al ținuturilor din Macedonia, Babilon, Ierusalim, Egiptul de sus și de jos, împărat al împăraților, domnitor al domnitorilor, excepțional cavaler, războinic de neînvins, epistat al pomului vieții, neclintit gardian al mormântului lui Iisus Hristos, curator al Dumnezeului însuși, speranța și alinarea musulmanilor, timorator și mare apărător al creștinilor, vă poruncesc vouă, cazaci zaporojeni, să mi vă supuneți de bună voie și fără nicio împotrivire și să încetați a-mi mai faceți necaz cu atacurile voastre.”—Sultanul turc Mehmed al IV-lea
Conform legendei, răspunsul a fost un șir de insulte și rime vulgare, parodiind titlurile sultanului:
Răspunsul zaporojenilor către Mehmed al IV-lea:
„Cazacii zaporojeni către sultanul turc!

Tu, sultane, ești un diavol turc, frate și tovarăș al blestematei Satane, secretar al lui Lucifer însuși! Ce fel de rege ești, la dracu', dacă nu poți strivi un arici cu curul gol? Diavolul se cacă și oastea ta mănâncă. N-o să ai tu, fiu de cățea, fii creștini sub oblăduirea ta. De armata ta noi nu ne temem, cu apa și cu focul o să te înfruntăm, fute-o-ar toți pe mă-ta!
Ești bucătar al Babilonului, caretaș al Macedoniei, berar al Ierusalimului, sodomit de capre al Alexandriei, porcar al Egiptului mare și cel mic, porc al Armeniei, hoțoman al Podoliei, săhăidac al Tătariei, călău al Kamenețului, al lumii și al împărăției de jos budala, al Dumnezeului nostru măscărici, al șarpelui perfid nepot și al pulelor noastre bot. Rât de porc, cur de iapă, câine de măcelar, nemiruită frunte, futu-ți pizda mă-tii.

Iat-așa ți-au răspuns zaporojenii, parazitule! Nu placi mamei adevăraților creștini! Așa încheiem, că nu știm cifre, nici calendar n-avem, luna-i în cer, anul e-n carte, iar ziua cum e la noi, așa e și la voi, așa că să ne lingi la coi!”—Semnează: Atamanul zaporojean Ivan Sirko împreună cu toată oastea zaporojeană.
Textul original (în limba ucraineană)
„Запорізькі козаки турецькому султану!

Ти – шайтан турецький, проклятого чорта брат i товариш і самого Люципера секретар! Який ти в чорта лицар коли голою сракою їжака не вб'єш? Чорт висирає а твоє вiйсько пожирає. Не будеш ти, сукин ти сину, синiв християнських пiд собою мати, твого вiйска ми не боїмося, землею i водою будем битися з тобою, распройоб твою мать.
Вавілонський ти кухар, Македонський колесник, Ієрусалимський бровирник, Олександрійський козолуп, Великого й Малого Єгипта свинар, Армянська свиня, Подолянська злодiюка, Татарський сагайдак, Каменецький кат, і всього світу і підсвіту блазень, а нашого Бога дурень, самого гаспида онук і нашого хуя крюк. Свиняча морда, кобиляча срака, різницька собака, нехрещений лоб, мать твою в'йоб!

Отак тобі козаки відказали плюгавче! Невгоден єсі матері вірних християн! Числа не знаєм бо календаря не маєм, місяць в небі, рік у книзі, а день такий у нас як і у вас, поцілуй за те у сраку нас!..”—Пiдписали: Кошовий отаман Іван Сірко зо всім кошом запорізьким.

## Origini
Faptul că această scrisoare nu este un document diplomatic, ci doar o scriere literară a acelor vremuri s-a demonstrat în numeroase feluri.
În primul rând, cazacii niciodată nu au scris și nici nu au trimis asemenea documente în țări străine. 
Acest lucru poate fi observat comparând bucăți din scrisori ale cazacilor din perioade și contexte diferite. 
În al doilea rând, dacă acest document ar fi fost adevărat, alte variante nu ar mai fi existat. 
În al treilea rând, variantele au date diferite (1600, 1619, 1620, 1667, 1696, 1713 și altele). 
În al patrulea rând, există diferite semnături pe fiecare scrisoare: Otaman Zaharcenko, Ivan Sirko, cazacii Nyz etc. 
În final, fiecare dintre scrisori este adresată unor persoane diferite: Osman, Ahmet al II-lea, Ahmet al IV-lea, Mahmud al IV-lea etc. 

## Personaje
„Cazacii” care au pozat ca modele pentru acest tablou sunt de fapt prieteni ai pictorului Repin și profesori ai Universității din Sankt Petersburg, având origini diverse - de la ucraineană, la rusă, la cazacă, evreiască și polonă
| Character | Notes |
|           | „Soldatul zâmbăreț cu căciulă roșie” - bazat pe fizionomia lui Jan Ciągliński, profesorul de desen din Petersburg, de origine polonă. |
|           | „Lunganul care zâmbește” îl portretizează pe Andriî, mezinul lui Taras Bulba - este fiul aristocratului rus Varvara Uexküll von Gyllenband și strănepotul compozitorului Mikhail Glinka |
|           | Lunganul cu o banderolă pe cap este portretizat de pictorul din Odesa, Nikolai Kuznetsov, etnic grec - profesor de la Academia de Arte din Petersburg |
|           | Bătrânul fără dinți cu pipă în gură surprins de Repin este făcut după asemănarea unui companion de călătorie care l-a însoțit prin Alexandrovsk (în prezent Zaporoje) |
|           | Bazat pe persoana lui Porfîri Martînovici. Student la Academia de Arte, priceput în arta filigranului. Din cauza unei boli a fost nevoit să renunțe la pictura de peisaj la vârsta de 25 de ani. Repin nu a reușit să îl picteze după natură, ci a folosit în schimb o mască de ghips a feței lui Martînovici, care i-a surprins expresia zâmbitoare. |
|           | Personajul „Cazacului sobru” este bazat pe mecena Vasîl Tarnovschi, susținător al culturii ucrainene. |
|           | Imaginea cazacului Holota („sărăcăciosul”) a fost inspirată după vizitiul lui Vasîl Tarnovschi, Mîkîtka. Repin, impresionat de chipul aproape ciclopian, și de comportamentul său idicol, a reușit să îl deseneze în timp ce el și Mîkîtka traversau Niprul cu feribotul. |
|           | „Soldatul zâmbăreț”, jucat de atamanul Ivan Sirko, este bazat pe figura generalului Mihail Dragomirov, ofițer rus și guvernatorul guberniei Kiev |
|           | Un tătar, bazat pe un coleg de clasă care chiar era tătar. |
|           | „Taras Bulba”, liderul Cazacilor Zaporojeni, bazat pe figura lui Aleksandr Ivanovici Rubeț, profesor la Universitatea din Sankt Petersburg. |
|           | „Cazacul cu clop galben”, aproape invizibil de figura lui Taras Bulba, este bazat pe figura lui Fiîodor Stravinski, nimenialtul decât tatăl compozitorului Igor Stravinski |
|           | „Cheliosul” ar fi trebuit să fie Georgi Alekseyiev, Mare Camarlang la curtea Țarului Rus, care se ocupa de finanțele curții. El a fost invitat să pozeze pentru acest rol, însă a refuzat, considerând că era nedemn. În schimb, Repin a schițat partea din spate a capului său în timp ce Alekseiev privea o expoziție de gravuri. Când a văzut pictura, Alekseiev și-a recunoscut capul și nu a fost mulțumit, deja tabloul se afla deja în colecția imperială. |
|           | Un prieten de-ai lui Repin și Iavornîțschi și profesor la școala populară a lui Kostiantîn Belonovschi. |
|           | „Scriitorul” a fost bazat pe figura istoricului și arheologului Dmitro Iavornițki, autorul lucrării „History of the Zaporogian Cossacks” |